# Śmaśana

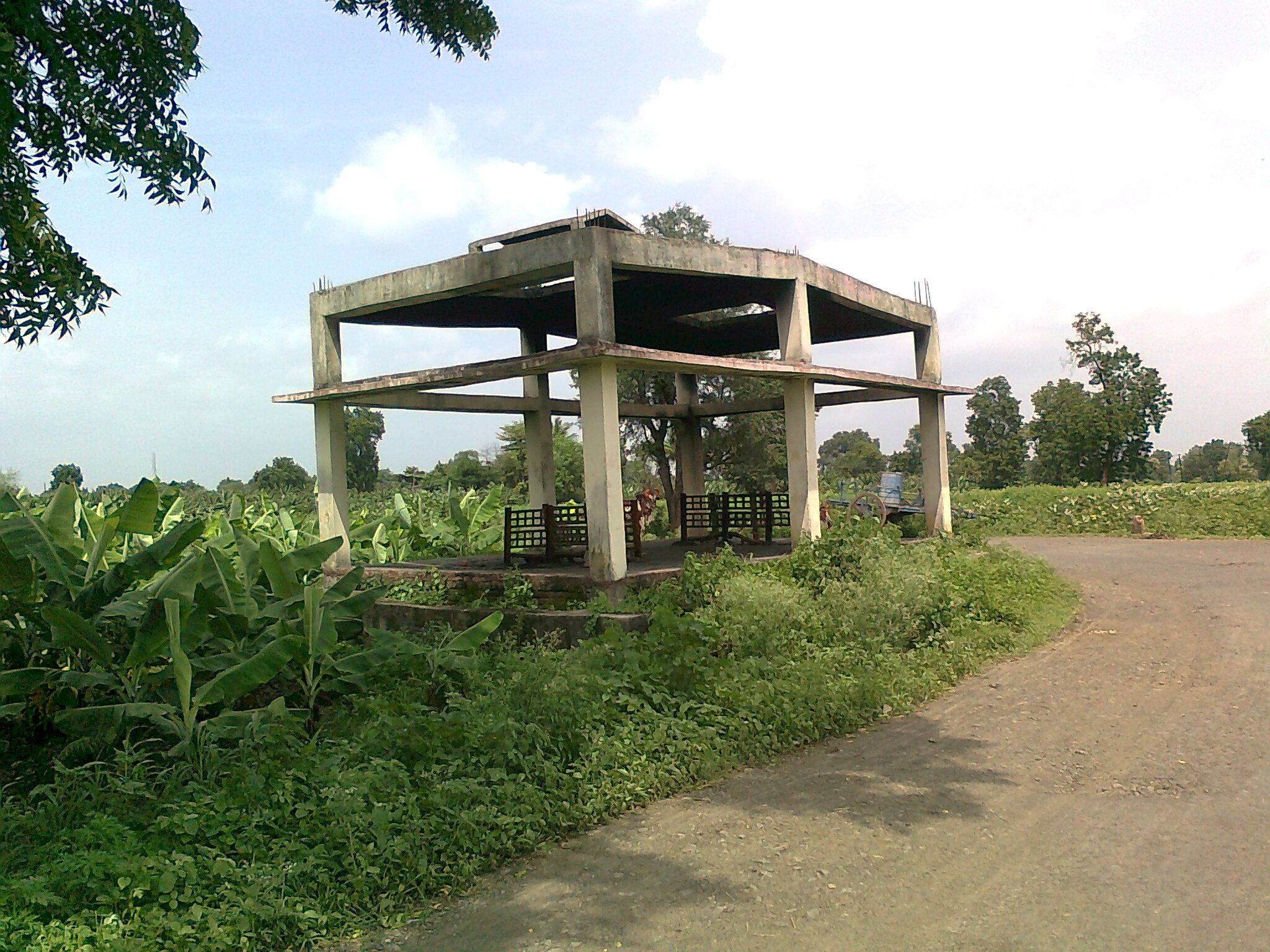
Shamshan Ghat (miejsce kremacji) w wiosce Chinawal w stanie Maharashtra w Indiach

Śmaśana (trl. śmaśāna, ang. Shmashana) – miejsce kremacji zwłok w hinduizmie.
Śmaśany tradycyjnie  sytuowane były na północ od indyjskich wsi.
Z powodu swojego charakteru, śmaśana  kojarzona jest przez ortodoksję bramińską ze skalaniem rytualnym. Równocześnie bywa postrzegana jako pomyślne miejsc praktyk przez część adeptów tantryzmu, śaktyzmu i rytów magicznych mających na celu uzyskanie władzy nad błąkającymi się w tej lokalizacji duchami bhuta.